# Školní autobusová linka

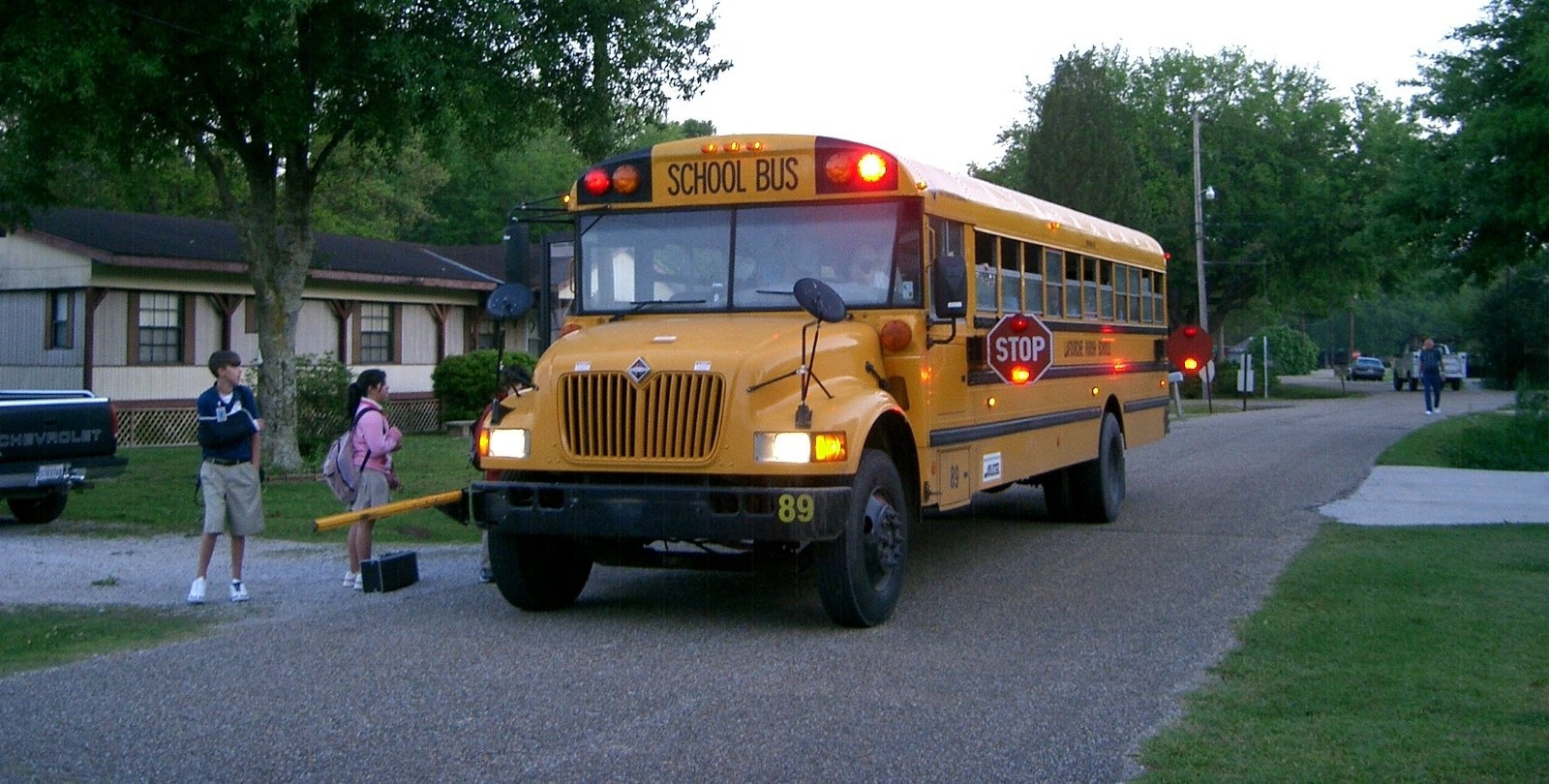
Typický školní autobus v USA

Školní linka v autobusové dopravě (školní autobus) zajišťuje dopravu žáků či studentů do jejich školy. V některých státech tvoří školní autobusy samostatný dopravní systém, pro nějž jsou vyhrazena speciální vozidla a způsob financování a obsluha autobusu zároveň přebírá děti pod svůj dozor, v České republice jsou autobusové a trolejbusové linky a spoje k přepravě žáků většinou součástí systému veřejné hromadné dopravy.

## Historie a školní autobusy ve světě
Školní autobusy se objevily poprvé v 19. století, a to ve Velké Británii.
V současné době jsou školní autobusy typické zejména pro Spojené státy americké, kde mají velký význam vzhledem k velkým vzdálenostem některých obydlí od místa školy a nedostatečnému systému veřejné dopravy jiného typu.
V celých Spojených státech jezdí více než 484.000 školních autobusů, které každý den přepraví více než 25 miliónů žáků veřejných i soukromých škol.
Z evropských zemích nejvíce žáků přepravují speciální autobusy v Německu, Rakousku, Lucembursku, Itálii a Irsku. Ve Velké Británii, Francii, Rakousku, Itálii, Španělsku a Belgii jezdí na školních linkách v průměru výrazně starší autobusy oproti běžným linkám, v Německu je díky dotacím situace lepší. Kolem roku 2003 patřil český autobus Karosa Récréo mezi nejkupovanější ve Francii, za léta 1997–2002 jich tam Karosa dodala přes 3000.

## Doprava do škol v České republice

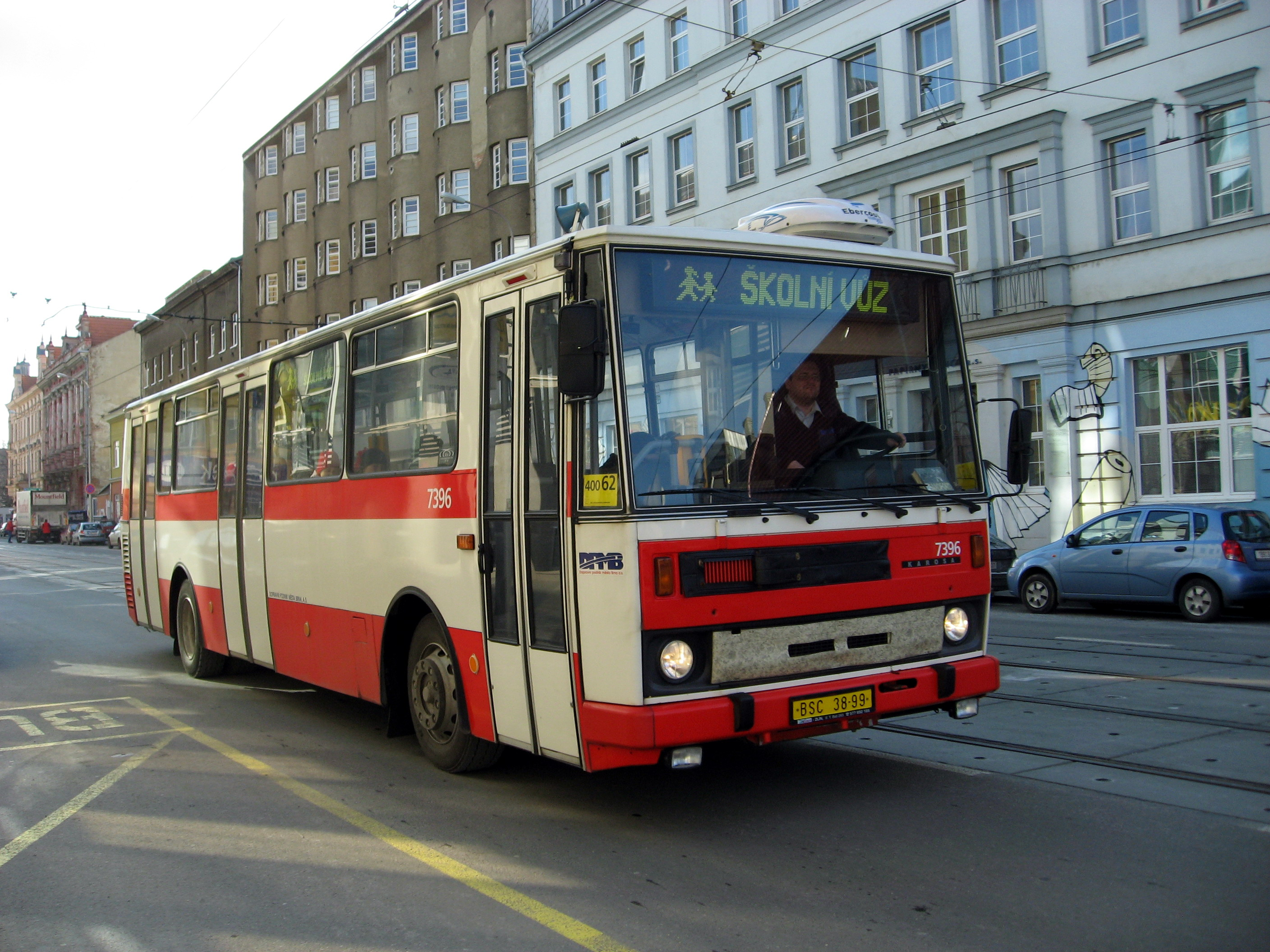
Školní spoj v Brně

V České republice Zákon o silniční dopravě ani zákony upravující nakládání s veřejnými financemi školní linky jako zvláštní druh dopravy nezavádějí. Doprava do škol a ze škol je Zákonem o silniční dopravě definována jako součást základní dopravní obslužnosti, pro niž je kraj povinen hradit takzvanou prokazatelnou ztrátu dopravce. Z tohoto důvodu nejsou ve většině oblastí ČR speciální autobusy pro děti nutné.
V rámci dopravy hrazené kraji (v návaznosti na tradici dopravy ČSAD lze za školní považovat ty spoje, u kterých je v jízdním řádu poznámka, že jedou pouze v pracovních dnech a nejedou o prázdninách. Některé spoje jedou ve dnech školního vyučování po jiné trase než v pracovních dnech o prázdninách, například zajíždějí do některé zastávky navíc. Může jít o spoje na lince, na níž jsou provozovány i jiné druhy spojů, nebo může jít o samostatnou linku obsahující jen jeden či několik takovýchto spojů. Číslováním linek ani označováním vozidel nejsou takové linky nijak odlišeny od běžných linek veřejné linkové dopravy.
Spoje určené k přepravě do škol jsou zpravidla veřejnou linkovou dopravou, tedy je může použít každý zájemce, nejen školní děti. Pokud by škola nebo kraj objednaly pro dopravu dětí neveřejný spoj v pravidelných časech, měl by tento spoj být provozován na základě licence pro zvláštní linkovou dopravu. Jednorázovou nebo nepravidelnou přepravu školních dětí lze provádět i bez licence, pokud však dopravcem není sama škola nebo obec, měl by dopravce mít koncesi.
V některých městech (například v Praze) existují speciální školní linky městské hromadné dopravy. Obvykle jde rovněž o linky veřejné dopravy, dopravce však může stanovit, že v případě zaplnění jsou školní děti přepravovány přednostně. Existují i trolejbusové školní spoje a linky, například linka č. 14 v Mariánských Lázních.
V Praze je pro tyto linky vyhrazena speciální číselná řada (v minulosti od čísla 401, kvůli využití této části číselné řady pro mimopražské linky Pražské integrované dopravy byly školní linky od 4. září 2000 přečíslovány z řady 401-437 do řady 551-570), na zastávkových sloupcích byly označovány zelenými čísly podobně jako tzv. účelové či rekreační linky. Od 4. září 2017 byly školní linky č. 551–575 přečíslovány do uvolněné řady 251–275 a na zastávkách začaly být značeny modrou barvou stejně jako běžné denní autobusové linky. V minulosti bývaly školní linky určeny přednostně nebo i výhradně pro školní děti, v současné době jsou však všechny pražské školní linky plně veřejnými linkami, které se liší pouze atypickým rozsahem provozu, specifickou trasou a označením vozidel. V minulosti vozy školních linek v Praze nebyly označeny názvem cílové zastávky a na tabulích s označením linky namísto údajů o trase byl jen nápis školní linka, postupně se však označení vozů těchto linek dostává do souladu s obecnými požadavky.
V některých oblastech s řídkým osídlením obce zvažují i zajištění svozu a rozvozu školních dětí pomocí minibusů, které by v ostatních časech obec mohla využít například k převozu školních obědů, pečovatelské službě, převozu seniorů a tělesně postižených atd. S nelinkovou dopravou podobného typu (spoj na zavolání) experimentuje například firma Audis Bus na Rychnovsku, inspirována praxí v některých oblastech například Nizozemska a Německa.
V květnu 2003 ministryně školství Petra Buzková navrhovala zavedení školních autobusů, které by hradily obce z grantů vyhlašovaných Ministerstvem pro místní rozvoj. Obce i kraje tehdy plán považovaly za nesmyslný. V listopadu 2003 se objevily v tisku zprávy, že první speciální školní autobus v Česku zkouší Dopravní podnik města Liberce.
Plzeňský kraj v roce 2004 chtěl ušetřit náklady na veřejnou dopravu tím, že by žáky z malých osad svážel taxíky. Státu však zákony podporu této formy zajištění základní dopravní obslužnosti neumožňují.

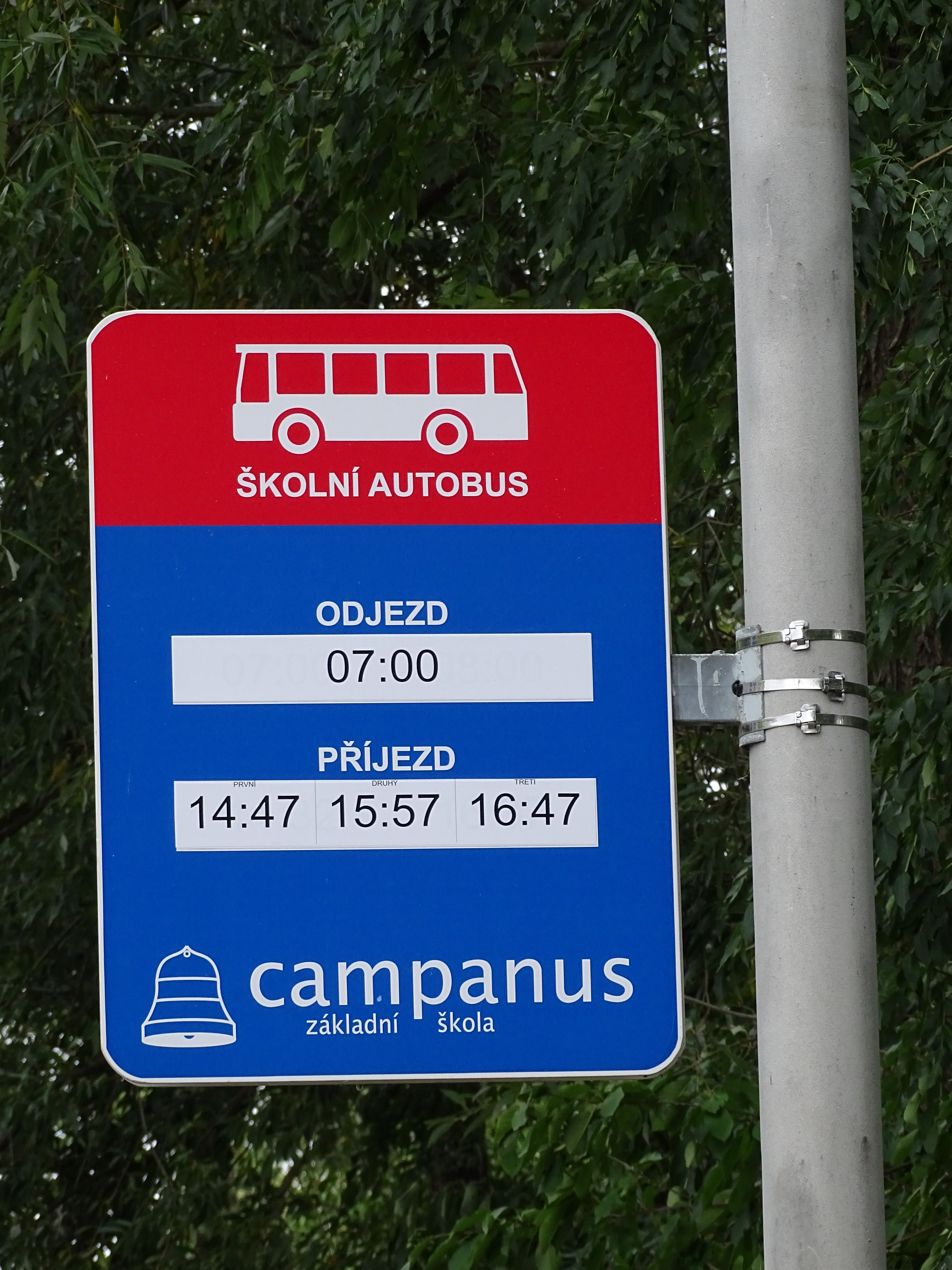
Označení zastávky vesteckého školního autobusu

V prosinci roku 2011 byly v Českých Budějovicích nasazeny školní autobusové a trolejbusové linky pro přepravu žáků dočasně zavřených škol ZŠ Máj I, ZŠ Máj II a Základní Waldorfské školy do náhradních škol, ve kterých byla žákům zajištěna náhradní výuka.
Obec Vestec od ledna 2014 zavedla neveřejné školní autobusové spoje k základní škole Campanus v Praze-Chodově  v souvislosti s tím, že obec uzavřela s městskou částí Praha 11 smlouvu, podle níž se zmíněná pražská škola stala pro obec Vestec spádovou školou. Žáci mohou autobus využívat za mírný poplatek na základě celoroční smlouvy s obcí, v autobuse se pak prokazují čipem, od roku 2018 ISIC kartou. Spoje byly určeny původně pouze pro žáky 1.–3. tříd, později byl ranní autobus určen již jen pro žáky 1.–2. tříd, ale zpáteční odpolední autobus byl zpřístupněn žákům všech ročníků a bez poplatku. Dozor v autobuse a doprovod k autobusu a od autobusu u ZŠ Campanus zajišťuje obec prostřednictvím organizace Kvalitní podzim života, z. ú. Zároveň byly k ZŠ Campanus od roku 2014 prodlouženy i vybrané spoje veřejné autobusové linky PID č. 326 za běžný tarif PID.

### Označení autobusu přepravujícího děti
Autobusy například na školních linkách v Praze jsou zezadu namísto číslem linky označeny označením O 4 „Označení autobusu přepravujícího děti“ podle vyhlášky č. 30/2001 Sb., v proměnném provedení s pozměněnými barvami. Za autobusem s označením O 4, stojí-li v zastávce, jsou řidiči ostatních vozidel podle § 15 odst. 2 Zákona o silničním provozu (361/2000 Sb. v pl. zn.) povinni zastavit vozidlo a pokračovat v jízdě mohou až po odjezdu vozidla ze zastávky (pokud by toto ustanovení bylo dodržováno, v Sokolské ulici v Praze by jeden ze školních spojů po dobu pobytu v zastávce zastavil provoz na čtyřpruhové magistrále), řidiči protijedoucích vozidel jsou povinni jízdu přizpůsobit tak, aby děti ani v případě vběhnutí do vozovky nebyly ohroženy. Povinnost dbát zvýšené opatrnosti vůči takto označeným vozidlům ukládá všem řidičům i § 5 odst. 1 písm. d) téhož zákona.
Zákon nestanoví a neomezuje, kdo a za jakých podmínek smí nebo musí na autobuse označení O 4 použít.

## Školní autobusy na Slovensku
Sdružení měst a obcí Slovenska přišlo kolem roku 2005 s představou pilotních projektů školních autobusů ve vybraných oblastech Slovenska, kde byly zrušené základní školy.
V roce 2008 navrhl poslanec za KDH Martin Fronc speciální zákon o školních autobusech. Síť by měla být vytvořena do 5 let, přičemž první by mohly vyjet začátkem roku 2009. Stát by přispíval miliardou a obce půl miliardou slovenských korun. Speciálně vyčleněné autobusy by se kromě přepravy do škol a ze škol využívaly i pro přepravu žáků a studentů na školní aktivity mimo školu (výlety, exkurze, soutěže atd.). Autobusy by ze zákona měly povinně žlutou barvu a označení nápisem „Školský autobus“. Autobus by směl přepravovat jen žáky, učitele vykonávající školní dozor a pracovníky dopravce.
Důvodem má být, že dnes dopravci mají problém sladit dopravu do škol se svými grafikony a školní spoje jsou pro ně ztrátové. Úspory může přinést také to, že bude urychleno rušení malotřídních škol. Podle Fronce používání školních autobusů zvyšuje bezpečnost dopravy školní mládeže a má i etický význam, protože ve veřejné dopravě se mládež setkává s nežádoucími jevy, jako je alkoholismus a vulgární slovní projevy.
Vlastní školní autobus má od roku 2006 škola ve Gbelech a podle primátora Gbel se jedná o jedinou školu na Slovensku, která tímto způsobem sváží žáky, náklady hradí zčásti škola a zčásti ministerstvo školství. Do školy tak začaly dojíždět děti z dalších dvou obcí a zvýšil se zájem dětí o zájmové a sportovní kroužky. Podobným způsobem sváží žáky i ZŠ Jelenec.

## Experimentální výukové autobusy
V okrese Sheridan County amerického státu Arkansas od roku 2007 probíhá projekt individuální e-learningové výuky žáků během jízdy autobusem. Cílem je využít dlouhou dobu dojíždění, která v těchto oblastech činí až hodinu a půl. Autobus má wi-fi připojení k internetu, žáci během jízdy prostřednictvím notebooků či iPadů mohou pracovat na online kurzech matematiky či přírodních věd. Autorem projektu je profesor medicíny a biochemie Billy Hudson z Vanderbilt University.